# Cascades Olo'upena
Les cascades Oloʻupena o cascades Oloupena, són unes cascades situades a la part nord-oriental de l'illa hawaiana de Molokaiʻi, i és citada extraoficialment com la quarta cascada més alta del món, i la més alta dels Estats Units d'Amèrica.
Les caigudes d'aigua es produeixen quan un corrent curt i estacional aboca la vora d'un dels penya-segats més alts del món, situat entre les valls Pelekunu i Wailau. L'aigua ha erosionat una ranura al penya-segat i només es pot observar des de l'oceà o des de l'aire.